# Horria FM
Horria FM est une station de radio généraliste privée de Tunisie.
Elle est captée sur le Grand Tunis dès le 28 mai 2013. Le 2 septembre 2014, la Haute Autorité indépendante de la communication audiovisuelle (HAICA) lui refuse l’attribution d’une licence de diffusion, conduisant ses journalistes à s'installer dans le jardin du siège de la HAICA dès le lendemain et à organiser un autre sit-in devant l’assemblée constituante.
Finalement, une licence lui est accordée le 20 avril 2015. Cependant, en raison du non-respect de son engagement de lancer sa radiodiffusion un an plus tard, la HAICA décide le 15 mai 2017 de retirer la licence de diffusion de la radio.

## Animateurs
- Ahmed Slim
- Dalel Haj Salah
- Marwa Sallami
- Salah Atoui
- Marwa Wchir
- Hamza Mghirbi
- Aymen Ben Brik
- Abderrahim Sakasli
- Asma Ouertani
- Nejib Hamed (chroniqueur sportif)